# Kotasaari (ö i Päijänne-Tavastland, Lahtis, lat 61,41, long 24,98)
Kotasaari är en ö i Finland. Den ligger i sjön Vesijako och i kommunen Padasjoki i den ekonomiska regionen  Lahtis ekonomiska region  och landskapet Päijänne-Tavastland, i den södra delen av landet, 140 km norr om huvudstaden Helsingfors. Öns area är 6,8 hektar och dess största längd är 480 meter i sydöst-nordvästlig riktning.